# Belvosia fosteri
Belvosia fosteri är en tvåvingeart som först beskrevs av Townsend 1915.  Belvosia fosteri ingår i släktet Belvosia och familjen parasitflugor. Inga underarter finns listade i Catalogue of Life.